# Лудвиг Минкус
Лудвиг Ми́нкус (на немски: Ludwig Minkus, 23 март 1826 – 7 декември 1917), роден Алойзиус Лудвиг Минкус, е австрийски балетен композитор, виртуозен цигулар и диригент, работил дълги години в Русия.
Известен преди всичко с творчеството си като композитор на балетна музика за Имперския театър в Санкт Петербург. През дългата си кариера работи с видни балетмайстори като Артур Сен-Леон и Мариус Петипа. Сред най-известните му произведения са La Source („Ручей“, 1866 г. съвместно с Лео Делиб), „Дон Кихот“ (1869 г.) и „Баядерка“ (1877 г.). Създава и множество допълнения и преработки на съществуващи балети. Такива са класическото гран па, детската мазурка и подобреното па де троа, специално написани за постановката на „Пахита“ на Петипа от 1881 г. Днес музиката на Минкус е една от най-често изпълняваните в балета и е неразделна част от класическия балетен репертоар.

## Биография
Алойзиус Бернар Филип Минкус е роден в семейството на моравски евреи, които приемат католицизма и се заселват във Виена. Бащата Теодор Йохан Минкус е търговец на вино в Моравия, Австрия и Унгария, и държател на ресторант с малък оркестър. Обкръжен от музика от ранно детство, Минкус започва да свири на цигулка на 4 години, а на а на 12 сава ученик в Дружеството на приятелите на музиката във Виена. Първото му публично изпълнние е на 8-годишна възраст, а скоро след това бива признат от критиката за музикален вундеркинд. През 1846 г. публикува първите си произведения за цигулка. По това време Минкус опитва и като диригент. През 1852 г. става първа цигулка в Кралската опера във Виена, но не след дълго се отказва, за да замине на работа в чужбина.
През 1852 г. Минкус става капелмайстор на оркестъра на Крепостния театър на княз Юсупов в Санкт Петербург. През 1855 г. се жени за 18-годишната виенчанка Мария Антоанета Шварц в католическата църква Св. Катерина в Санкт Петербург. Между 1856 и 1861 г. Минкус е първа цигулка в Имперския Болшой театър в Москва, като е и диригент по съвместителство. При откриването на Московската консерватория е поканен за професор по цигулка. През цялата си кариера в Русия Минкус работи и като цигулар – напр., на премиерата на „Струнен квартет № 1“ на Чайковски в Москва на 28 март 1871 г., той свири втора цигулка.
Дебютът му като балетен композитор в Русия е през 1857 г., когато пише L’Union de Thetis et Pelee („Съюзът на Тетида и Пелей“) за частно представление в театъра на княз Юсупов. В Болшой театър Минкус пише музиката за балета Deux jours en Venise („Два дни във Венеция“), поставен през 1862 г.

### Сътрудничество с Артур Сен-Леон
В същата година по поръчка на Артур Сен-Леон Минкус пише антракт за възобновения балет на Адолф Адам и Жан Корали „Орфа“. (В някои източници се посочва, че Минкус е съавтор на Едуар Делдеве в написването на „Пахита“ през 1846 г., но това е неточно. В действителност Минкус пише допълнения за руската премиера на балета през 1881 г. по молба на Петипа.)
Удовлетворен от работата на Минкус, Сен-Леон му поръчва самостоятелен балет. Резултатът е „Пламъкът на любовта или Саламандърът“, чиято премиера е на 12 (24) ноември 1863 г. в Болшой театър в Москва специално за известната балерина Марфа Муравиева; на 13 (25) февруари 1864 г. в петербургския Болшой театър със заглавие „Фиамета или Тържеството на любовта“ и накрая на 11 юни 1864 г. в Париж като „Немея или Отмъстената любов“. Последната премиера на балета е в Триест на 15 март 1868 г. като „Раждането на пламъка на любовта“. Различните имена зблуждават, че става въпрос за различни произведения, но всъщност е едно.
За следващия парижки гастрол на Сен-Леон (1866 г.) Минкус пише La Source („Ручей“) съвместно с Лео Делиб. Минкус композира първо действие и втора картина на трето действие; Делиб – второ действие и първа картина на трето. Балетът се радва на 73 представления на сцената на Парижката опера.
Сен-Леон и Минкус си сътрудничат през цялото десетилетие. На 20 ноември (1 декември) 1866 Сен Леон поставя едноактния балет „Златната рибка“ в Петерхоф по случай сватбата на царевич Александър Александрович с датската принцеса Дагмар. За сезона 1867/1868 Сен-Леон разширява творбата до три действия. Премиерата е на 8 (20) ноември 1867 г. с участието на Джулиелмина Салвиони в главната роля на Галия. Минкус вклюва няколко руски фолклорни мелодии и виртуозно соло, написано специално за известния италиански флейтист Чезаре Чарди.
През следващия сезон Минкус и Сен-Леон създават балета Le Lys („Лилията“), чиято премиера е на 21 октомври (2 ноември) 1869 г. в Каменния театър за бенефиса на Адела Гранцов. Независимо от усилията, и „Лилията“, и „Златната рибка“ са катастрофални провали за Сен-Леон, вследствие на които договорът му не е подновен и той е мести в Париж, където и умира през 1870 г.

### Сътрудничество с Мариус Петипа
Докато си сътрудничи със Сен-Леон в Имперския балет в Санк Петербург, Минкус попада в полезрението на Петипа. Петипа пристига в Москва през 1847 г. като първи балетист на Имперските театри и асистент на хореографа Жул Перо, който е първи балетмайстор между 1850 и 1859 г. Петипа става втори балетмайстор след успеха на балета си „Дъщерята на фараона“ по музика на Цезар Пуни. Пуни пристига в Русия през 1850 г., заедно с Перо, и е назначен за балетен композитор на петербургския Имперски балет. След около десетилетие на тази длъжност, обаче, Пуни е творчески изчерпан и все по-често Сен-Леон и Петипа работят с Минкус.
За сезон 1869/1870 г. на московския Болшой театър Петипа поставя „Дон Кихот“ по произведението на Сервантес. Въпреки че е планирано Пуни да напише музиката, Петипа се обръща към Минкус. Премиерата е на 14(26) декември 1869 г. Скоро след смъртта на Сен-Леон Петипа е назначен за първи балетмайстор на Петербургския имперски театър, където и поставя Дон Кихот. За тази постановка Минкус преработва почти напълно и допълва партитурите си. Премиерата е на 9(21) ноември 1871 г. Творбата е изключително успешно и Минкус получава назначение като първи композитор на балетна музика в Дирекцията на имперските театри (Пуни умира през 1870 г. и овакнатява поста). Петипа и Минкус създават 16 балета, от които най-голяма известност получава „Баядерка“ (1877 г.) След другите им произведения са „Камарго“ (1872 г.), преработка на „Пеперудата“ на Офенбах (1874 г.), „Разбойници“ (1875 г.), „Приключенията на Пелей“, „Сън в лятна нощ“ по Менделсон (1876).
Специално за коронацията на Александър III за император, Минкус композира музиката за балета на Петипа „Нощ и ден“. За тази си творбя получава от императора, който е голям почитател на балета, орден „Свети Станислав“ за заслуги и думите „Вие сте постигнал съвършенството като балетен композитор“.
За откриването на реновирания Мариински театър, който става и основната сцена на имперските балети, Петипа поставя „Les Pilules magiques“ в традицията на водевила, като комбинира танци, песни и шеги. Музиката на Минкус предизвиква фурор.
Следващата творба на Минкус е L'Offrandes à l'Amour („Жертва на любовта“), поставен специално за бенефиса на Евгения Соколова на 22 юли (3 август) 1886 г. Критиците определят музиката на Минкус за шедьовър. Това е и последната му творба за Петипа.

### Пенсиониране
През 1886 г. договорът на Минкус с Имперския театър в Петербург изтича. В опит да разнообрази звученето, директорът Иван Всеволожки премахва длъжността „официален балетен композитор“, както и тази на капелмайстора, разпуска оркестъра на балета и създава длъжността „музикален директор“, на която назначава италианеца Рикардо Дриго. Дриго получава тройната задача да дирижира балетните и оперните постановки, както и да композира според нуждите на балетмайстора.
Минкус официално се пенсионира на 9 (21) ноември 1886 г.
През 1891 г. Минкус и съпругата му се завръщат в Австрия, където остават до края на живота си. Там Минкус композира няколко творби за виенската опера и балет, някои от които отхвърлени от директора Густав Малер.
С избухването на Първата световна война Минкус изпада в крайна бедност, след като пенсията му от Русия е спряна. През студената зима на 1917 г. се разболява от пневмония и умира на 91-годишна възраст. Погребан е в гробището „Дьоблинг“ във Виена, но през 1939 г. останките му са изровени от нацистите и хвърлени в общ гроб.
[[Файл:Leon Fedorovich Minkus -1885 -2.jpg|рамка|дясно|{{center|Маестро Минкус, Санкт Петербург, ок. 1880 г.]]

## Творчество

### Собствени самостоятелни партитури
- Дон-Кихот
- Златната рибка
- Пламъкът на любовта, или Саламандър
- Баядерка
- Les Pilules magiques
- Камарго
- Калкабрино
- Тетида и Пелей

### Преработки, добавки и съвместни произведения
- Вариация на Жизел в балета „Жизел“ на Адолф Адам
- Детски полонеза и мазурка, гран па и па де троа в балета Пахита на Делведе.
- Музика на Минкус се използва и в балета „Корсар“ (възобн. 1899 г.) – вариация на Медора в картината „Оживялата гора“